# سهره ریز سیاه
سهره ریز سیاه یا رنگینک سیاه (نام علمی: Lonchura stygia)، گونه‌ای از سهرگان ریز است که در گینه نو، از ماندوم (پاپوآ، که در گذشته به نام Irian Jaya، اندونزی شناخته می‌شد) تا دریاچه Daviumbu، پاپوآ گینه نو یافت می‌شود. معمولاً در گله‌هایی با حداکثر ۲۰ پرنده، ساکن ساوان‌ها، تالاب‌ها، یافت می‌شود، اما گاهی در محصولات برنج نیز دیده می‌شوند.